# Port lotniczy Győr-Pér
Port lotniczy Győr-Pér (IATA: QGY, ICAO: LHPR) – międzynarodowy port lotniczy położony w Pér koło Győru. Jest jednym z pięciu międzynarodowych portów lotniczych na Węgrzech